# Christine Buisman

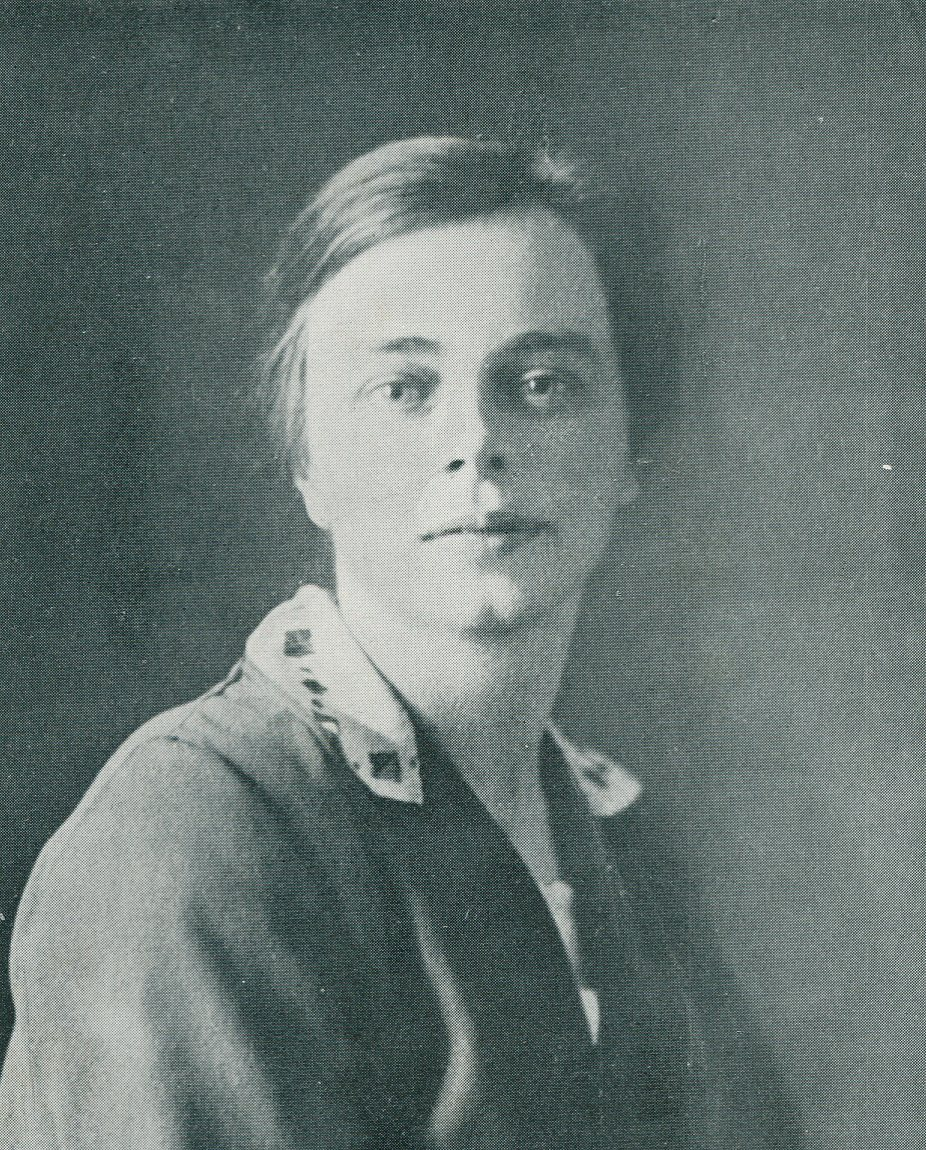
Christine Buisman

Christine Johanna Buisman (* 22. März 1900 in Leeuwarden, Niederlande; † 27. März 1936 in Amsterdam, Niederlande) war eine niederländische Botanikerin und Phytopathologin. Sie war eine der niederländischen Wissenschaftlerinnen, die ab 1920 die Holländische Ulmenkrankheit entdeckt und erforscht haben. Buisman entwickelte die Inokulationsmethode zum Screening einer großen Anzahl von Ulmenpflanzen auf Resistenzen und entdeckte 1932 die generative Form des Pilzes, Ceratostomella ulmi.

## Leben und Werk

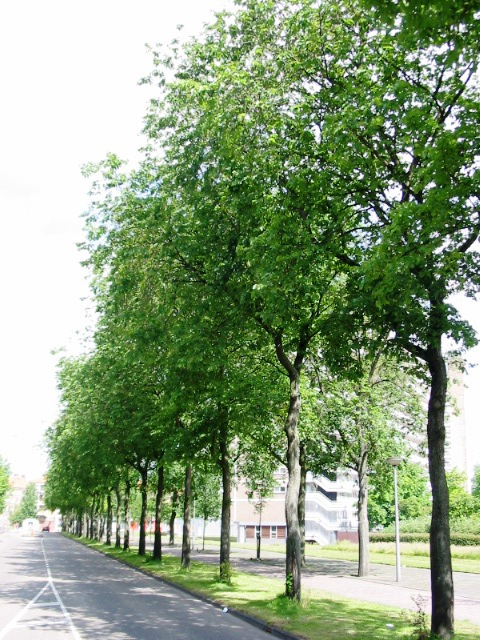
Ulmus × hollandica „Bea Schwarz“ in Amsterdam (2004)

Buisman war das älteste von vier Kindern eines Kaufmanns und einer Mutter, die für politisches und soziales Engagement bekannt war. 1919 begann Buisman ihr Biologiestudium an der Universiteit van Amsterdam. Von 1923 bis 1924 absolvierte sie Praktika im Phytopathologielabor Willie Commelin Scholten in Baarn. 1925 arbeitete sie für zwei Jahre als Assistentin im Centraal Bureau voor Schimmelcultures (CBS). Beide Institute wurden damals von Johanna Westerdijk geleitet, der ersten Professorin in den Niederlanden. Gleichzeitig arbeitete Buisman an ihrer Dissertation über Wurzelfäule durch niedere Pilze (Phycomyceten) und promovierte 1925 an der Universität Utrecht.

## Forschung zum Ulmensterben
1927 begann sie mit einer zweijährigen umfassenden Studie über Ulmenkrankheiten, und ein Teil des Institutsgartens wurde mit Ulmensetzlingen bepflanzt. Es gelang ihr, sowohl Gefäßverfärbungen als auch Blattwelke zu erzeugen, indem sie die Pflanzen früher im Sommer impfte, als Marie Beatrice Schwarz es 1921 getan hatte. Damit bestätigte sie die von Hans Wilhelm Wollenweber in Berlin erzielten Ergebnisse und lieferte den endgültigen Beweis, dass der Pilz Graphium ulmi das Ulmensterben verursachte. 1929 verließ Buisman die CBS, um ihr Studium am Biologischen Forschungsinstitut in Berlin fortzusetzen. Im August desselben Jahres nahm sie an einem Kongress der International Federation of University Women in Genf teil, wo sie Bernice Cronkhite, Dekanin des Radcliffe College der Harvard University in Boston, traf. Buisman bewarb sich um ein Stipendium, um Ulmen und Ulmenkrankheiten in den USA zu studieren. Sie begann im darauffolgenden Monat ihre einjährige Studie in Boston, um festzustellen, ob Graphium ulmi auch in den USA vorkommt. Erst in den letzten Tagen vor ihrer Rückkehr nach Europa gelang es ihr, den Pilz in Proben aus Cleveland zu isolieren und damit erstmals das Vorkommen des Pilzes auf dem nordamerikanischen Kontinent zu bestätigen. Sie untersuchte auch andere Ulmenkrankheiten, unterstützt durch Spenden von Ulmus-americana-Setzlingen vom US-Landwirtschaftsministerium. Sie dokumentierte ihre Forschung in einem Artikel, der in The Journal of the Arnold Arboretum, Bd. XII (1931) erschien.
Westerdijk lud Buisman nach ihrer Rückkehr im Oktober 1930 ein, eine Forscherstelle in Baarn anzunehmen. Buisman führte umfangreiche Forschungen durch, um die Ursache dieses plötzlichen Krankheitsausbruchs zu erforschen und resistente Ulmen zu züchten. 1932 entdeckte sie die sexuelle Form des Pilzes. Während ihrer Jahre in Baarn verfasste sie zahlreiche Veröffentlichungen zum Ulmensterben, hielt Vorträge in und außerhalb der Niederlande und etablierte sich als führende Ulmenspezialistin in Europa.
Gemeinsam mit dem damaligen Direktor der Den Haager Parkverwaltung, Simeon Doorenbos, trug Buisman für ihre Forschung eine große Ulmensammlung zusammen. In der Sammlung suchte sie nach Bäumen, die gegen das Ulmensterben resistent sein könnten. Bis 1935 hatte Buisman aus Tausenden von getesteten Setzlingen mehrere Ulmenklone mit einer erheblich besseren Resistenz ausgewählt, darunter zwei aus Frankreich (Klon Nr. 1) und Spanien (Klon Nr. 28), die sie für Hybridisierungsexperimente in Den Haag vorbereitete. Ihre jahrelange Forschung führte zu dem Ergebnis, dass amerikanische Ulmen sehr anfällig sind. Unter den europäischen Ulmen gab es Exemplare, die eine gewisse Resistenz zeigten. Buisman wählte zwei dieser europäischen Arten aus. Eine davon infizierte sich, die andere, der Klon Nr. 24, wurde ab 1935 von verschiedenen Baumschulen aus Veredelungsholz vermehrt, das seit dem Frühjahr 1934 erhältlich war.
Sie besuchte viele Länder. Wie hoch sie in Italien geschätzt wurde, wo sie das Wissen über das Ulmensterben verbreitete, belegen die zahlreichen Zeitungsartikel, die dort nach ihrem Tod erschienen.
Sie war Vorstandsmitglied der Phytopathologischen Gesellschaft und der Botanischen Gesellschaft.

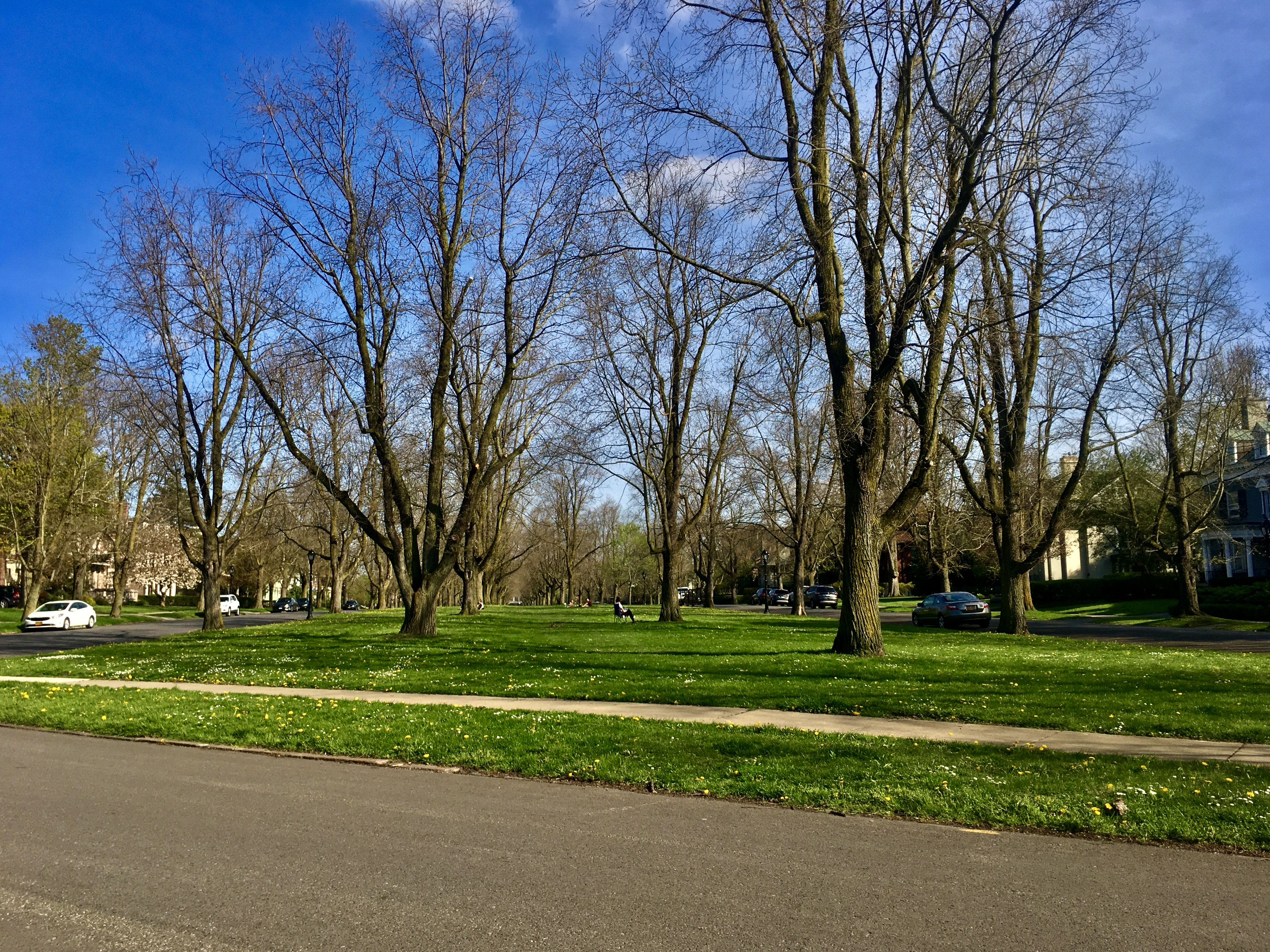
Ulmus minor „Christine Buisman“, Chapin Parkway in Buffalo, New York (Mai 2020)

Buisman starb 1936 im Alter von 36 Jahren an den Folgen einer Operation.
Kurz nach ihrem Tod gründeten ihre Eltern die Stichting Fonds Dr. Christine Buisman, eine Stiftung zur Förderung des Studiums der Biologie im Königreich der Niederlande.
1937 wurde der erste resistente Ulmenklon ihr zu Ehren benannt. Die Feldulmensorte Ulmus minor 'Christine Buisman' war die erste Sorte, die im Rahmen des niederländischen Ulmenzuchtprogramms herausgebracht wurde. Ein Exemplar, das 1957 von Bernice Cronkhite zum Gedenken an Christine Buisman gepflanzt wurde, steht außerhalb des Cronkhite Graduate Center der Harvard University (2010).
Nach Buismans Tod Anfang 1936 war U. × hollandica 'Christine Buisman' in den Niederlanden als Straßenbaum weit verbreitet. Die Sorte wurde 1936 herausgegeben und zeigte eine recht gute Resistenz gegen die erste Form der Holländischen Ulmenkrankheit (Ophiostoma ulmi). Bis etwa 1950 wurde sie in den Niederlanden recht häufig gepflanzt. In der zweiten Befallswelle der Holländischen Ulmenkrankheit (Ophiostoma novo-ulmi) erwiesen sich die Buisman-Ulmen als nicht widerstandsfähig genug.
Ihr botanisches Autorenkürzel ist Buisman.

## Veröffentlichungen (Auswahl)
- Over de anatomie van her hour van met Graphium ulmi geinfecteerdeIepen. Tijdschrift over Plantenziekten, Vol. XLI, 1935.
- Ceratostomella ulmi, de geslachtelijke vorm van Graphium ulmi Schwarz. Tijdschrift over Plantenziekten, Vol. XXXVIII, 1932, S. 1–8.